# بين ويلكينسون
بين ويلكينسون (بالإنجليزية: Ben Wilkinson)‏ (25 أبريل 1987 بشفيلد في المملكة المتحدة - ) هو لاعب كرة قدم بريطاني في مركز الوسط. لعب مع شيفيلد وينزداي ونادي هاروجيت تاون ونادي يورك سيتي وهال سيتي ونادي تشستر سيتي ونادي تاموورث ونادي ألترينتشام وGretna F.C. ‏ ونادي بوسطن يونايتد.

## وصلات خارجية
- بين ويلكينسون على موقع قاعدة بيانات كرة القدم.إي يو (الإنجليزية)
- بين ويلكينسون على موقع Soccerbase.com (لاعب) (الإنجليزية)
- بين ويلكينسون على موقع Soccerway.com (الإنجليزية)